# Central Coast Stadium
Central Coast Stadium (zwane także Bluetongue Stadium) – stadion sportowy, położony w australijskiej miejscowości Gosford. Od 2005 roku korzysta z niego drużyna Central Coast Mariners, w latach 2000-2002 na stadionie grywał zespół rugby league Northern Eagles (NRL), a w 2007 roku drużyna rugby union Central Coast Rays (ARC). Ze względu na swoją pojemność (20 119 miejsc) jest szóstym co do wielkości stadionem w A-League. Obok stadionu znajduje się dworzec kolejowy.

## Historyczne nazwy
- Central Coast Stadium
- Northpower Stadium
- Central Coast Express Advocate Stadium

## Rekordy frekwencji
| Sport        | Data                 | Spotkanie                                                                                | Widzów |
| ------------ | -------------------- | ---------------------------------------------------------------------------------------- | ------ |
| Rugby league | 6 lutego 2000        | Northern Eagles 24 - 14 Newcastle Knights (National Rugby League, sezon 2000, 1 kolejka) | 20 059 |
| Rugby union  | 27 października 2003 | Japonia 26 - 39 USA (Puchar Świata w Rugby 2003, mecz grupy B)                           | 19 653 |
| Piłka nożna  | 12 stycznia 2008     | Central Coast Mariners 1 - 2 Newcastle Jets (A-League, sezon 2007-08, 20 kolejka)        | 19 238 |